# Roberto Enrique Arroyo
Roberto Enrique Arroyo Muñoz (Concepción, 29 de noviembre de 1963) es un cirujano dentista y político chileno, exmilitante del Partido de la Gente. Desde marzo de 2022 ejerce como diputado por el Distrito N°20 de la Región del Biobío por el Partido Social Cristiano desde 2023.

## Biografía
Hijo de Luis Arroyo Venegas y de Sara del Carmen Muñoz Cancino. Está casado con Rosa Fuentealba Paredes.
Estudió odontología en la Universidad de Concepción, donde se tituló de cirujano dentista. Posteriormente, se especializó en ortodoncia. Es conferencista internacional y profesor invitado en universidades de México y Paraguay.Es, además, cinturón negro 3° Dan en Kenpo americano.
Participó de la Vicaría de la Solidaridad durante la década de 1980.  Participó en la implementación del Programa de rehabilitación dental de mujeres en la Cárcel El Manzano de Concepción. En el ámbito gremial, fue presidente de la Fundación Oncológica y Reconstructiva y de la Federación Internacional Dental Ibero-Latinoamericano con sede en México.
Para las elecciones parlamentarias de 2021 presentó su candidatura a diputado por el Distrito N°20, que abarca las comunas de Chiguayante, Concepción, Coronel, Florida, Hualpén, Hualqui, Penco, San Pedro de la Paz, Santa Juana, Talcahuano y Tomé, con el apoyo del Partido de la Gente. Fue electo con 9.458 votos correspondientes a un 2,73% del total de sufragios válidamente emitidos. Asumió el cargo el 11 de marzo de 2022, integrando y presidiendo la comisión permanente de Deportes y Recreación. Asimismo, forma parte de la comisión permanente de Emergencia, Desastres y Bomberos. En julio de 2023 anunció su ingreso al Partido Social Cristiano (Chile, 2022).

## Historial electoral

### Elecciones parlamentarias de 2021
- Elecciones parlamentarias de 2021, candidata a diputada por el distrito 20 (Chiguayante, Concepción, Coronel, Florida, Hualpén, Hualqui, Penco, San Pedro de la Paz, Santa Juana, Talcahuano y Tomé)[4]

| Candidato                     | Pacto                    | Partido | Votos  | %   | Resultados |
| ----------------------------- | ------------------------ | ------- | ------ | --- | ---------- |
| Francesca Muñoz González      | Chile Podemos Más        | RN      | 32 061 | 9.3 | Diputada   |
| Félix González Gatica         | Partido Ecologista Verde | PEV     | 30 088 | 8.7 | Diputado   |
| Sergio Bobadilla Muñoz        | Chile Podemos Más        | UDI     | 23 732 | 6.8 | Diputado   |
| Marlene Pérez Cartes          | Chile Podemos Más        | Ind-UDI | 18 490 | 5.3 | Diputada   |
| Paz Charpentier Rajcevich     | Chile Podemos Más        | Ind-UDI | 14 460 | 4.1 |            |
| Leocan Portus Urbina          | Nuevo Pacto Social       | Ind-PPD | 14 147 | 4.1 |            |
| Leonidas Romero Sáez          | Chile Podemos Más        | RN      | 11 777 | 3.4 | Diputado   |
| Eric Aedo Jeldres             | Nuevo Pacto Social       | PDC     | 10 706 | 3.1 | Diputado   |
| Sindy Salazar Pincheira       | Apruebo Dignidad         | Ind-CS  | 10 003 | 2.9 |            |
| Francesca Parodi Oppliger     | Chile Podemos Más        | EVO     | 9775   | 2.8 |            |
| Roberto Arroyo Muñoz          | Partido de la Gente      | PDG     | 9465   | 2.7 | Diputado   |
| Aldo Mardones Alarcón         | Nuevo Pacto Social       | PDC     | 9381   | 2.7 |            |
| María Candelaria Acevedo Sáez | Apruebo Dignidad         | PCCh    | 7002   | 2.0 | Diputada   |